# Wolcott House (Kansas)

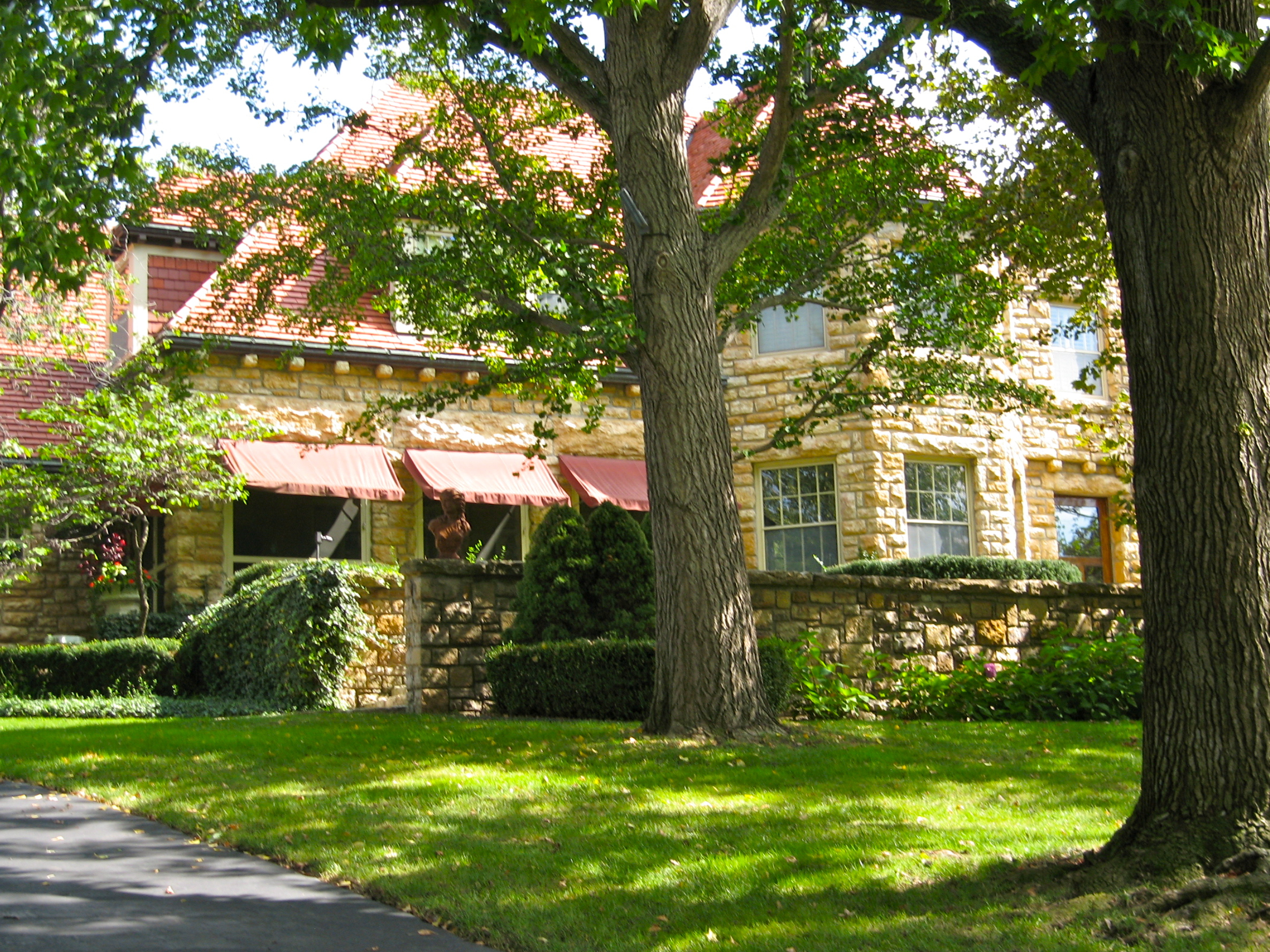
Straßenseite, Herbst 2014

Wolcott House ist ein profanes, unter Denkmalschutz stehendes Gebäude in Mission Hills, Kansas, USA. Es wird im National Register of Historic Places (NRHP) unter der ID-Nummer 01000448 geführt. Es gilt als architektonisch bedeutsam und reflektiert die Kenntnisse, die der Architekt zuvor in Europa erworben hatte.
Das hochherrschaftliche, im Neu-Tudorstil mit Einflüssen des Eklektizismus Mitte der 1920er Jahre erstellte Haus wurde von John J. und Wynnogene Wolcott bei dem Architekten Shelby Kurfiss und Bauunternehmer Joseph Hellman in Auftrag gegeben.: Seite 3 Kurfiss gilt als einer der wichtigsten Architekten von Kansas City zu Beginn des 20. Jahrhunderts.: Seite 14 Das Ehepaar war erst seit 1922 im Getreidehandel schnell zu Vermögen gekommen und gehörte zur Upper Class von Kansas. Sie bildeten einen Mittelpunkt im gesellschaftlichen Leben der Metropole. Die Adresse lautet Mission Hills, 5701 OakwoodRoad, Johnson County, Kansas.

## Bauwerk
Das zweieinhalb-geschossige, aus farblich unregelmäßigen Sandsteinquadern errichtete Gebäude mit auffällig roten Walm-Dachziegeln liegt leicht erhöht in der Mitte eines zirka 8000 m² großen Grundstücks. Das Anwesen ist mit viel Wiesenflächen, Solitärbäumen vornehmlich von Eichen und Ulmen und locker gruppiertem Buschwerk parkartig gestaltet. Im Umfeld befinden sich die ursprüngliche, für drei Fahrzeuge Platz bietende Garage, mehrere Steinterrassen und ein dreistufiger Fischteich.
In der Frontlinie zur Straße hin dominiert ein achteckiger, vorgesetzter Turm, dessen First mit der unregelmäßig vorspringenden Dachkante des Querhauses abschließt. Diese Dachgliederung mit seinen zahlreiche Dachgauben, Giebel und Flügel erweckt den Anschein, es wäre nur zweistöckig gebaut. Links davon befindet sich im ersten Stock ein großes, fast bis zum Fußboden reichendes, dreiflügeliges Fenster, mittig darunter drei, jeweils gleich breite Fenster. Dieser Teil der Fassade wird von einer Terrasse begrenzt, die Ausblick bis zur weiter abwärts verlaufenden Straße und einem Teil des Kansas City Country Golf Club gewährt. Das massive Dach sitzt auf imitierten Dachbalken auf, die stilprägend über die Hausfront hinausragen.
Die Kombination der beiden verwandten Baustile des Neo-Tudors und des Französischen Eklektizismus sind im Schaffen des Architekten einzigartig. Die Straßenfront (Westseite) des Gebäudes ist in einer landesweit seltenen Stilprägung errichtet. Nur wenige Stadtviertel, die in den 1920er und 30er Jahren errichtet wurden, bewahren vereinzelt diese Bauweise. Während die Westseite deutlich dem Eklektizismus zuzuordnen ist, der in seiner Ausprägung in Nordfrankreich viel von der mittelalterlichen Bauweise in England übernommen hat, ist die gegenüberliegende Gartenseite wie auch der Rest des Hauses dem Tudorstil zuzuordnen. Diese Bauweise setzte sich in wohlhabenden Vorstädten in den späten 1910er Jahren durch und war über 15 bis 20 Jahre sehr beliebt. Er ging in den USA fließend in den Art déco über. Insbesondere größere Häuser neigten dazu, Anleihen des französischen Eklektizismus oder andere Stile zu integrieren, weil das wiederholte Variieren des Tudorstils als erschöpft erschienen sein mag.: S. 18
Ein Hauptmerkmal des Stils ist das steil geneigte Walmdach, das eine Turm-Giebel-Kombination, wie in diesem Haus zu sehen, enthalten kann. Der vergleichsweise kleine Giebel, der sich neben dem Turm befindet, ist ornamentaler als die markanten Kreuzgiebel, die das Tudor-Revival prägen. Die einfache Eingangstür und die überhängende zweite Etage in diesem Giebel sind ebenfalls Details, die mit dem französischen eklektischen Stil übereinstimmen, ebenso wie die Flügel an der Nord- und Südseite des Hauptkörpers des Hauses.: S. 17
Der Haupteingang, ein einstöckiger Steinportikus, befindet sich in der Mitte unter einem dominierenden dreistöckigen Doppel-Giebel auf der Rückseite des Hauses. Kein Gesims oder Sturz stört die Fläche aus Steinquadern bis zur Traufe. Die ursprünglichen, dekorativen wie funktionalen, doppeltverglasten Fenster mit kleingliedriger Teilung sind noch im Obergeschoss sowie im Turm vorhanden. Im Innern dominiert dunkle Holzvertäfelung in einem über beide Stockwerke reichenden Salon mit großem, offenen Kamin. Zu den Gästen zur Verfügung stehenden Räumen zählen ferner eine Bibliothek und der Speisesaal. Obwohl im Laufe der Jahre seit 1928 viele Gegenstände ersetzt oder erneuert werden mussten, ist das Ambiente der Bauherrenzeit noch gut nachvollziehbar. Eine besondere Bedeutung hat die Verwendung des Baumaterials Stein. Es darf angenommen werden, dass dieses bei diesem Baustil nie sonst so umfänglich verwendete Material seiner Herkunft zu verdanken ist.: S. 18
Die Baumaterialien des Hauses stammten zum Teil von der Nelson’s Oak Hall, die im selben Jahr abgetragen wurde, um Platz für den Neubau des Nelson-Atkins Museum of Art zu schaffen. William Rockhill Nelson (1841–1915) war Zeitungsmagnat und Kunstmäzen. Oak Hall war der Landsitz an der heutigen Oak Road, die William Rockhill Nelson mit seiner Frau Mary McAfee Atkins, die späteren Stifter des Museums, bis 1915 bewohnten. Williams Frau, Laura, starb 1926. Ihr Sohn bot der Museumsstiftung 1927 das 120.000 m² große Grundstück samt Oak Hall zum Verkauf an, wie dies in ihrem Testament verfügt war.
Wolcott gilt mit mehr als 5000 $ als der wichtigster Käufer der alten Nelson’s Oak Hall. Erworben wurde insbesondere Sandstein, die Holzverkleidungen, Fenster und Türen – auch die Haupteingangstür –, Treppen sowie Kupferbeschläge und -gitter. Selby Kurfiss verstand es vortrefflich, diese Materialien harmonisch in die bestehende Planung einzubeziehen. Als Reminiszenz nannten die Besitzer ihr neues Heim Oak Hall. Sie bewohnten es bis zum Tod John Wolcotts 1939.

## Eigentümer
Nach seinem Tod ging das Eigentum an das Ehepaar Louis S. Myers über, der ebenfalls im Getreidegeschäft tätig war. Myers war Vizepräsident und Schatzmeister der Rodney Milling Company. 1951 übernahm Samuel Sosland, einem Verleger der Southwestern Miller Publication. David W. Gibson, ein Ahn John J. Wolcotts Partner, William B. Lincoln, und seine Frau kauften das Anwesen 1984, die es zur Zeit der Unterschutzstellung 2001 bereits wieder weiterveräußert hatten. Besitzer zu dieser Zeit waren Michael und Sharon Coughlin. Über all die Jahre war das Grundstück in privater Hand und genutzt, wie vom Bauherren bestimmt. Umso erstaunlicher ist, dass es so wenig Veränderungen gegeben hat. Alle Bewohner haben sich als Bewahrer ihres Erbes erwiesen. Lediglich im Treppenhaus und in der Küche gab es kleinere Modernisierungen.